# (3738) Ots
(3738) Ots (1977 QA1) – planetoida z pasa głównego asteroid okrążająca Słońce w ciągu 3,32 lat w średniej odległości 2,22 j.a. Odkrył ką Nikołaj Czernych 19 sierpnia 1977 roku.